# Alphonse Fouroux
Alphonse Hippolyte Fouroux est un officier de marine et maire de Toulon, né en 1860, dans cette ville, et décédé en 1937, en Algérie.

## Biographie

### Carrière militaire
Né à Toulon le 5 novembre 1860, il entre dans la Marine, en 1877. Il devient aspirant, en 1880. Début 1881, il est nommé sur le cuirassé Revanche. Il devient enseigne de vaisseau, en octobre 1883. Après un an et demi d'activité, il devient réserviste, en restant à Toulon.

### Carrière politique
Après avoir été élu conseiller municipal, puis conseiller général du Var, Alphonse Fouroux devient maire de Toulon, en 1891. Après le scandale de Toulon, il poursuit sa carrière politique en Algérie, en tant que conseiller général.